# 황금어장
《황금어장》(黃金漁場)은 문화방송에서 2006년 7월 7일부터 2011년 10월 12일까지 방영한 대한민국의 예능 프로그램이다.

## 진행자

### 라디오 스타
- 김국진
- 김구라
- 안영미

### 이전 진행자
- 신정환 - 실화극장, 무월관, 라디오스타
- 정선희 - 실화극장, 무월관
- 이지훈 - 실화극장
- 임채무 - 실화극장
- 김혜성 - 실화극장
- 앤디 - 실화극장
- 옥주현 - 실화극장
- 김성주 - 실화극장
- 김정민 - 실화극장, 무월관
- 신동 - 라디오스타(고정 출연: 45회~56회)
- 샘 해밍턴 - 무릎팍도사 (객원 출연: 26회 - 최민수 편, 27회 - 김지영, 한효주 편)
- 김종욱 - 라디오스타 (객원 출연: 95~97회 - 고영욱, 성대현, 신동욱 편, 98~99회 - 최진영, 신애 편)
- 탁재훈 - 라디오스타 (객원 출연: 153~154회 - 오상진, 문지애, 신동, 김종욱 편)
- 김태원 - 라디오스타
- 토니안 - 라디오스타
- 문희준 - 라디오스타
- 김희철 - 라디오스타
- 규현 - 라디오스타
- 차태현 - 라디오스타
- 윤종신 - 라디오스타
- 유세윤 - 라디오스타, 무릎팍도사
- 황광희 - 무릎팍도사
- 유승민 - 무릎팍도사
- 강호동 - 무릎팍도사
- 이수근 - 무릎팍도사
- 장동혁 - 무릎팍도사

## 제작진
- 기획 / 책임프로듀서: 여운혁
  - 대표 연출작: 《일요일 일요일 밤에》, 《이문세의 오아시스》, 《질풍노도 라이벌》, 《!느낌표》, 《강호동의 천생연분》, 《목표달성 토요일》, 《코미디하우스》, 《음악캠프》, 《뉴논스톱》, 《남자 셋 여자 셋》, 《쇼 토요특급》
- 연출: 박정규
  - 대표 연출작: 《쇼! 음악중심》, 《일요일 일요일 밤에 - 동안클럽》, 《!느낌표 - 눈을 떠요!》, 《본격 심리버라이어티 누구누구》, 《전파견문록》 등
- 연출: 민철기
  - 대표 연출작: 《그 분이 오신다》, 《섹션 TV 연예통신》, 《일요일 일요일 밤에》, 《질풍노도 라이벌》, 《!느낌표》, 《코미디 버라이어티 웃는day》
- 조연출: 김노은, 김민지
- 작가: 문은애, 최대웅, 황선영, 정다운, 남지연, 장윤희, 이영재, 박서진

## 코너

### 실화극장
시청자들의 사연을 바탕으로 상황극을 제작해 방영했다. 첫 방송인 2006년 7월 7일 방영분부터 무릎팍 도사가 시작하기 전인 12월 27일 방영분까지 매회 2편의 상황극을 만들어 방영했고, 무릎팍 도사가 고정 코너가 된 2007년 2월 7일 방영분 이후로는 1편씩 제작했으며, 무릎팍 도사의 1시간 방영으로 인해 실화극장이 방영되지 않을 때도 있었다. 2007년 3월 21일 방영분을 끝으로 막을 내렸다. 탤런트 임채무가 코미디 연기를 한 작품 중 하나이다.
사연을 바탕으로 만들어진 상황극 외에 드라마의 일부 장면을 따라하는 OK 극장이 편성되기도 했다.
- 진행: 강호동, 정선희, 신정환, 임채무, 김혜성, 앤디, 옥주현, 김성주, 김정민

### 무월관
비밀의 호텔 무월관에서 베일에 싸인 인물 '김금자'를 찾는다는 명분하에 연예인을 초대한 토크쇼. 2007년 3월 28일 방송분부터 시작해 5월 9일 방영분을 끝으로 막을 내렸다. 이후 해당 코너는 라디오 스타로 대체되었다.
- 진행: 정선희, 윤종신, 신정환, 김정민

### 무릎팍 도사
2007년 1월 31일부터 2011년 10월 12일까지 진행된 황금어장의 인기 코너이다. 실화극장 시절 무속인과의 에피소드를 다룬 콩트에서 강호동이 연기한 무속인의 컨셉을 차용하여 만들어진 코너이다. 신년 특집 프로그램으로 2회 편성되었으나 2007년 1월 31일 방영분 이후로 고정 코너가 되었다. 연예인 외에도 여러가지 직업의 다양한 손님이 출연하고, 손님의 고민을 해결해주는 점집 컨셉으로 진행된다.
강호동이 무속인인 '무릎팍도사'의 역할로 메인 진행을 해 나가며, 1회 분에서는 '건방진 도사'인 유세윤 혼자 보조 진행을 하였다. 하지만 코너 로고송의 작사/작곡자이자 1회 분에서 로고송 인트로 부분에서 기타 연주만 하고 들어갔던 올라이즈 밴드 우승민이 2회 분에서 방송 진행 중에 처음으로 얼굴을 비추면서, 방송에서는 예상 할 수 없는 기상 천외한 답변과 애드립으로 강호동으로부터 단번에 주목받게 되고 결국 다음 방영분부터 유세윤과 함께 하는 보조 진행자로 승격된다. 하지만 이와 달리 초창기 당시 함께 로고송 부분에서 춤추던 호주 출신 개그맨 샘 해밍턴은 아쉽게도 주목을 받지 못하고 2회를 끝으로 하차를 하게 된다.
초창기에는 연예인들을 주로 초대손님으로 초대하여, 기존 방송에서 쉽게 다루지 못했던 초대손님의 어두운 이력이나 사건/사고들을 집중적으로 다루며 진행하는 덕분에, 예전보다 새롭고 자극적인 것을 갈망하던 시청자들의 갈증을 해소해 줌으로써 큰 인기를 얻게 된다. 2007년부터 시작된 새로운 방송 트렌드인 '거친 방송'의 서막을 무릎팍 도사가 울리게 된 것이다.
하지만 2008년부터 '무릎팍 도사'는 연예인뿐만 아니라 사회 각계 유명 인사들의 섭외 비중을 높임으로서 초대손님의 어두운 면을 들추어 내기보다, 인간적인 면을 진솔하게 이끌어 내는 컨셉으로 점차 변하게 된다. 이때 '거친 방송'의 컨셉은 이미 이웃 코너인 라디오스타로 완전히 넘어가게 되었다.
2011년 9월 강호동이 과소 납부 논란으로 인한 잠정 은퇴 선언으로 하차하게 되자 황금어장 제작진은 강호동 하차 이후 프로그램 구성 변화를 계속 논의하였지만 '무릎팍 도사' 안에서의 강호동의 입지가 너무 컸기에 '무릎팍 도사'는 결국 폐지를 막지 못하고 2011년 10월 12일 방영분을 끝으로 조용히 막을 내리게 되었다. 이후 2012년 11월 29일, 강호동이 1년 2개월만에 복귀를 선언하자 '무릎팍도사'는 시즌2로 전격 부활과 동시에 목요일 심야편성으로 황금어장의 2부 코너로 방송된다. 2013년 6월, 시청률 저조로 유세윤과 우승민이 무릎팍도사에서 하차하고 이수근, 장동혁이 투입되었다. 그러나 계속되는 시청률 저조로 2013년 8월 22일 종영을 맞이하였다.
- 진행: 강호동, 이수근, 장동혁

### 라디오스타
- 현재 방송 중인 코너는 라디오스타가 유일하다.